# Daurala
Daurala es un pueblo y nagar Panchayat situado en el distrito de Meerut en el estado de Uttar Pradesh (India). Su población es de 19776 habitantes (2011). Se encuentra a 84 km al norte de Delhi.

## Demografía
Según el censo de 2011 la población de Daurala era de 19776 habitantes, de los cuales 10565 eran hombres y 9211 eran mujeres. Daurala tiene una tasa media de alfabetización del 79,23%, superior a la media estatal del 67,68%: la alfabetización masculina es del 87,64%, y la alfabetización femenina del 69,71%.